# Zagumienie (Międzyleś)
Zagumienie – część wsi Międzyleś w Polsce, położona w województwie lubelskim, w powiecie bialskim, w gminie Tuczna.
W latach 1975–1998 Zagumienie administracyjnie należało do województwa bialskopodlaskiego.